# Reial Arxiconfraria de Nostra Senyora de la Cinta de Tortosa
La Reial Arxiconfraria de Nostra Senyora de la Cinta de Tortosa és una associació pública de fidels fundada el 13 de gener de 1617 a Tortosa amb el suport del bisbe Lluís de Tena. Està constituïda a l'empara del Codi de Dret Canònic, que té com a propòsits el manteniment i impuls del culte de la Mare de Déu de la Cinta, patrona de la ciutat de Tortosa, i el foment dels aspectes culturals, socials i artístics que s'hi relacionen. Pocs anys després de la creació de l'entitat es va fer una capella a la Catedral, i a la segona meitat del segle xix l'Ajuntament va declarar patrona de la ciutat a la Mare de Déu de la Cinta.
L'any 2017 se li va concedir la Creu de Sant Jordi amb motiu del 400 aniversari de la seva fundació.